# Dourdou de Camarès
Dourdou de Camarès – rzeka we Francji o długości 86,9 kilometrów, lewy dopływ Tarn. Źródło rzeki znajduje się w parku regionalnym Haut-Languedoc (fr. Parc naturel régional du Haut-Languedoc) w gminie Murat-sur-Vèbre.
Rzeka przepływa przez departamenty Tarn, Hérault oraz Aveyron. Łączna powierzchnia dorzecza wynosi 658 km².

## Miasta przez które przepływa rzeka
- Murat-sur-Vèbre
- Castanet-le-Haut
- Fayet
- Sylvanès
- Montlaur
- Saint-Izaire

Rzeka wpada do Tarn w okolicach miasta Broquiès. Średni roczny przepływ wynosi 12,1 m³/s.

## Dopływy
- Sorgues